# Clematis papillosa
Clematis papillosa är en ranunkelväxtart som beskrevs av Hj. Eichl.. Clematis papillosa ingår i släktet klematisar, och familjen ranunkelväxter. Inga underarter finns listade i Catalogue of Life.